# Deus escondido

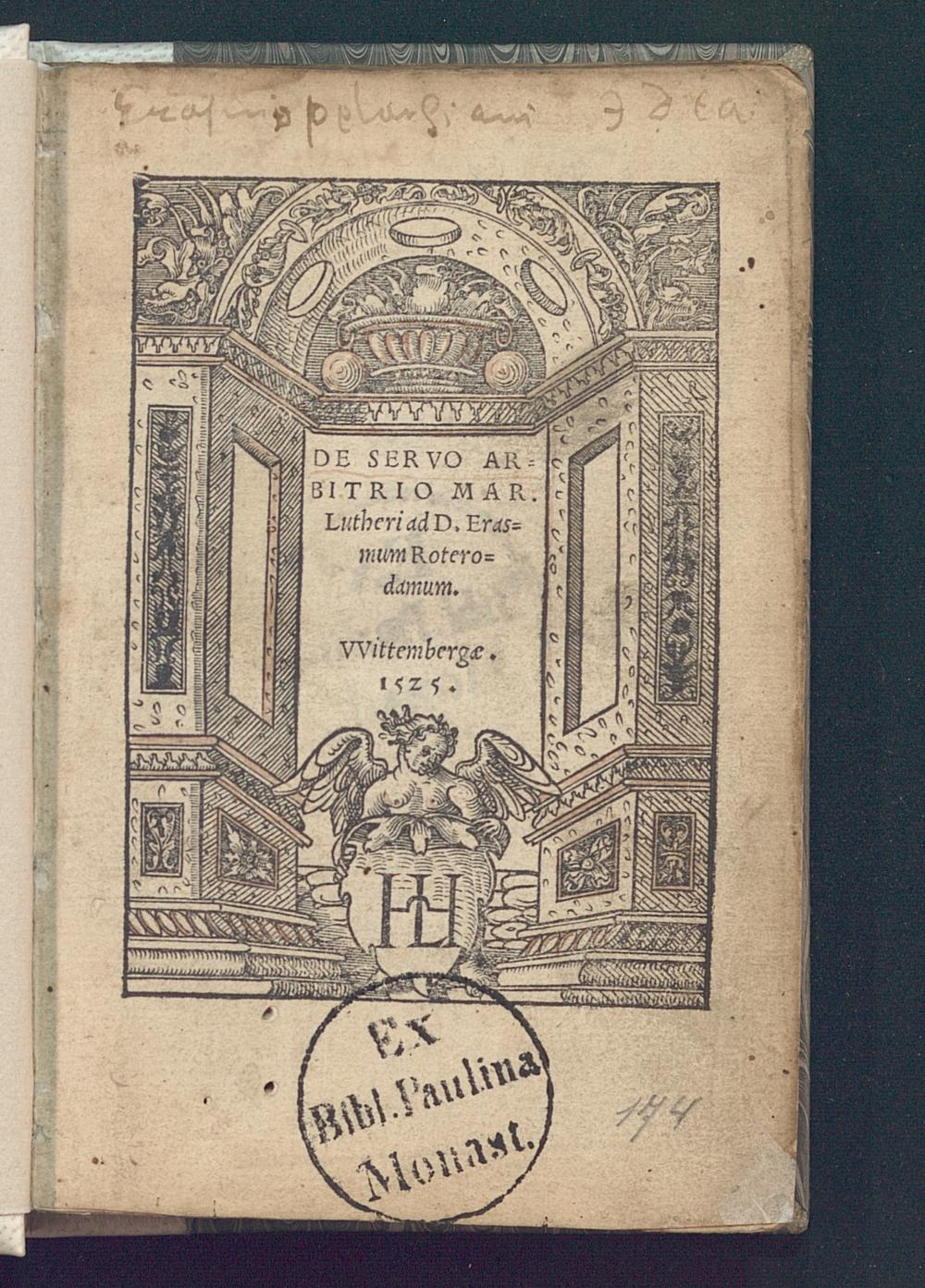
O reformador protestante Martinho Lutero expôs seus pontos de vista sobre os conceitos de "Deus escondido" e "Deus revelado" em seu tratado teológico De Servo Arbitrio.

O 'Deus absconditus' (do Latim: "Deus oculto") é um tema mencionado em uma passagem da Bíblia, precisamente no Livro de Isaías 45:15:
| Biblia Hebraica Stuttgartensia        | Septuaginta                                                  | Vulgata Clementina                                     |
| ------------------------------------- | ------------------------------------------------------------ | ------------------------------------------------------ |
| 15 אָכֵ֕ן אַתָּ֖ה אֵ֣ל מִסְתַּתֵּ֑ר אֱלֹהֵ֥י יִשְׂרָאֵ֖ל מֹושִֽׁיעַ׃ | 15 σὺ γὰρ εἶ θεός, καὶ οὐκ ᾔδειμεν, ὁ θεὸς τοῦ Ισραηλ σωτήρ. | 15 Vere tu es Deus absconditus, Deus Israël, salvator. |

Invocando a incomensurabilidade da sabedoria de Deus, a inescrutabilidade de sua vontade e a infinita diferença com as criaturas (o totalmente Outro,  ganz Anderes  (em alemão)), este conceito é central para ambos Teologia negativa e em Teologia dialética de Karl Barth.
O Deus Absconditus está relacionado ao tema do livre arbítrio e ao Círculo Hermenêutico fé-razão. A divindade se manifesta de uma forma que não viola a liberdade do homem, que a fé permanece uma escolha, não um fato evidente e irrefutável pela razão.
Este conceito foi particularmente importante para o pensamento de Nicolau de Cusa, João Calvino e Martinho Lutero.
Lutero expôs seus pontos de vista sobre o Deus absconditus em sua obra latina De servo arbitrio em 1525. Mas ele já havia sugerido essa ideia em suas palestras sobre os Salmos e em sua palestra sobre Romanos dez anos antes. O oposto de Deus absconditus na teologia luterana é Deus revelatus (o Deus revelado).
Na França, o conceito foi importante para o movimento jansenista, que incluía Blaise Pascal e Jean Racine. O filósofo francês Lucien Goldmann daria o título de um livro de 1964 sobre Pascal e Racine, O Deus Oculto: Um Estudo da Visão Trágica nos Pensées de Pascal e as Tragédias de Racine. 

## Itens relacionados
- Deus desconhecido
- Deus otiosus
- Apofatismo
- Teologia negativa
- Teologia dialética
- Karl Barth